# الألعاب البارالمبية الشتوية 2014
ألعاب بارالمبية شتوية 2014 هي النسخة الحادية عشر من الألعاب البارالمبية الشتوية للمعاقين، حيث يتنافس الرياضيون ذو الإعاقة سواء أكانت عقلية أم جسدية فيما بينهم، في رياضات ذوي الاحتياجات الخاصة تشرف عليها اللجنة الأولمبية الدولية للمعاقين . و التي ستنعقد في في مدينة سوتشي، روسيا خلال الفترة من 07-16 مارس عام 2014. ومن المتوقع أن يشارك في الألعاب 45 لجنة بارالمبية وطنية. و سيتم توزيع 72 ميدالية خلال المنافسة على خمس رياضات. وهي المرة الأولى التي يتم إدراج التزلج على الجليد ضمن منافسات البطولة.

## اختيار المدينة المضيفة
في 25 يوليو 2005، وأثناء المدة المحددة لإرسال ترشحات المدن التي تريد استضافة هذه الدورة، قدمت 7 مدن ملفاتها الترشحية إلى منظمة الألعاب الأولمبية والبارالمبية 2014 وهم: ألماتي (كازاخستان)، بورجومي (جورجيا)، خاكا (إسبانيا)، بيونغتشانغ (كوريا الجنوبية)، سالزبورغ (سويسرا)، صوفيا (بلغاريا)، سوتشي (روسيا).
في 22 يونيو 2006، أعلنت اللجنة الدولية الأولمبية عن أسماء الدول الثلاثة النهائية بعد فرز ودراسة الترشحات، وهم: بيونغتشانغ، سالزبورغ، سوتشي.

التصويت النهائي والأخير تم في 4 يوليو 2007، في مدينة غواتيمالا، أين أعلنت اللجنة الدولية الأولمبية عن المدينة المستضيفة بعد جولتين من التصويت.
| المدن المرشحة | الدولة         | الجولة الأولى | الجولة الثانية |
| ------------- | -------------- | ------------- | -------------- |
| سوتشي         | روسيا          | 34            | 51             |
| بيونغتشانغ    | كوريا الجنوبية | 36            | 47             |
| سالزبورغ      | النمسا         | 25            | -              |

## وصلات خارجية
- الموقع الرسمي
- International اللجان البارالمبية